# Stal Mielec
Stal Mielec, grundad 10 april 1939, är en fotbollsklubb i Mielec i Polen. Klubben spelar säsongen 2020/2021 i den polska högstadivisionen Ekstraklasa.
Stal hade sin storhetstid på 1970-talet, ett årtionde då klubben vann två ligatitlar (1973 och 1976), slutade i topp tre ytterligare tre gånger och även nådde en kvartsfinal i Uefacupen 1975/1976. Där ställdes Stal mot västtyska Hamburger SV och hade ett gott utgångsläge att ta sig vidare efter 1–1 borta i första matchen. I returen i Mielec vann dock Hamburg med 1–0 och gick vidare till semifinal.
Efter 24 års frånvaro blev Stal Mielec sommaren 2020 klara för en återkomst till Ekstraklasa nästkommande säsong.

## Meriter
- Ekstraklasa (2): 1972/1973, 1975/1976